# 太平洋スカイランド
太平洋スカイランド（たいへいようスカイランド）は、かつて北海道釧路市に存在していた総合レジャー施設である。なお、炭鉱展示館は引き続き現在も運営されており、一般客も利用可能である。

## 概要
1969年、釧路市内で石炭の採掘事業を行っていた太平洋炭礦が、従業員の福利厚生と地域振興を目的に、遊園地・ボウリング・プール・スパリゾートといった多岐にわたるレジャー施設を設置したのが始まり。全体的なデザインとして斜面地建築の形を採用。旧太平洋スカイランド跡地（桜ヶ岡・太平洋側） - Google ストリートビュー、旧太平洋スカイランド跡地（武佐・緑ヶ岡側） - Google ストリートビュー

## 沿革
- 1969年（昭和44年）5月 - 開園[3]。
- 1970年（昭和45年）11月 - 温水プールオープン[4]。
- 1971年（昭和46年）6月 - ホテルスカイランドを閉鎖させたゴーカート・レーシング場跡地に建設しオープン[5]。
- 1972年（昭和47年）5月 - スカイボウル（ボウリング場）オープン[6]。
- 1980年（昭和55年）- 炭鉱資料館（後の炭鉱展示館）オープン[7]。
- 1990年（平成2年）4月 - 大幅リニューアルオープン。
- 1991年（平成3年）4月1日 - 名称をヒルトップに変更。
- 2002年（平成14年）3月15日 - 炭鉱展示館を残し、ヒルトップ閉園[8]。
- 2013年（平成26年）3月 - 現在も一般客が利用可能な二施設（炭鉱展示館および青雲台体育館）および旧温水プール関連施設（旧温水プール場、旧座敷型和食食堂建物、旧初代銭湯建物、旧温水プール入場券売り場、付設ゲームセンター等）以外の全建物を解体、更地化した[9][10]。
- 2019年（令和元年）5月 - コールマイン海外技術研究生向け教育施設として数年間転用され、その後廃墟のまま放置されていた旧温水プール関連施設建物を解体。

## その他施設
- 結婚式場・披露宴会場
- 屋内噴水
  - 多数の色彩のネオン照明が水中に仕込んでいる。
  - 周囲に螺旋スロープ配置。
  - 1990年のリニューアル時、撤去（一般客が入れない調理室が配置される）。
- 屋外迷路[11]
- ゴーカート・レーシング場
- 地下バー
- 屋内猿飼育檻
- 展望大浴場ヘルシープラザ・クオ[12]
  - 名称の「クオ」(KUO)は一般公募で決められたもので、Kushiro Urban Oasisの略。釧路市内在住の高校生（当時）が考案。
  - 浴槽から武佐方面の丘陵地帯が眺望可能。
  - 簡易フィットネスジム室も備わる。
  - それまでプール施設隣で営業していた浴場施設は閉鎖。
    - 初代浴場施設（男湯）の壁に描かれていたペンキ絵は、米国ハワイ州オアフ島ホノルル市ワイキキビーチ。鉱泉浴槽も備えられていた。
- ファミリーレストラン（焼肉料理専用）
- ゲームセンター
  - エレメカが主体。他、ピンボール、メダルゲーム、子供向けに設計された羽根モノパチンコ（景品は何故か九州名物「ボンタンアメ」）、アーケードゲーム等。
    - 設置されていたエレメカゲーム機は、射的ゲーム「チューハンター」[13]や「国盗合戦」[14]等。他数台存在。
- 釧路レインボー・ホール（コンベンション・ホール）
  - 釧路フィッシャーマンズワーフMOO（プール部門）開業以来、不振が続いていた温水プール施設を閉鎖・改修し、オープン。自動車の展示即売会場・コンサート会場（山下洋輔等）・インディーズ団体のプロレス興行に利用。
- 和食食堂（プール施設前二階。小上がり式の座敷席）、レストラン水平線（結婚披露宴会場の上。テーブル席）、最上階ジンギスカン屋（屋上展望台が隣接[15]）
- 研修所・レンタル会議室
  - プール施設の前（2階）にあった和食食堂を閉鎖・改修。

## その他
- 館内への入り口は以下の5箇所があった。

1. 本館（中央の円筒状建物） 南東側[16]
  - ここが正面玄関として知られていた。
2. 本館 北西側[17]
3. プール・和食食堂（座敷形式）・初代銭湯 入り口
4. レストラン 側面入り口
5. ホテル入り口玄関
  - 結婚相談所・ゲームセンター付近と連絡通路で繋がっていた。

- 本館 北西側玄関とレストランを結ぶ廊下の中間に一時期、偏光ガラス原理を用いた天気マーク発光からくり装置が設置され、無料で自由に操作出来た。後に釧路青少年科学館（現在は閉館）に移設[18]。

## 主な近隣施設

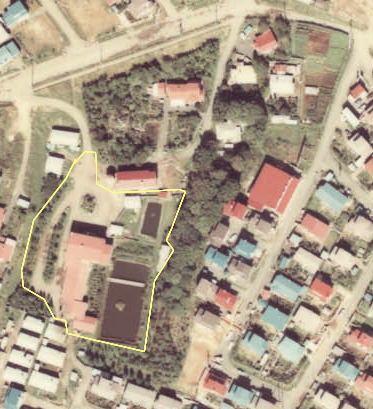
1977年の晴海ホテル空撮画像（薄黄色の線で囲ってる部分）、周囲約250m×250m範囲。